# Teresa Lewis
Teresa Wilson Bean Lewis, née le 26 avril 1969 et exécutée par injection létale le 23 septembre 2010,, est une meurtrière américaine et la seule femme en Virginie à avoir séjourné dans le couloir de la mort avant son exécution. Elle a été condamnée à mort par injection létale pour les meurtres de son mari et de son beau-fils en octobre 2002. Lewis a cherché à tirer profit d'une police d'assurance-vie de 250 000 dollars que son beau-fils avait souscrite en tant que réserviste de l'armée américaine, en prévision de son déploiement en Irak.
En septembre 2010, Lewis devient la première détenue à mourir par injection létale dans l'état de Virginie. Avant elle, cet état avait exécuté une femme pour la dernière fois en 1912. Cette affaire déboucha à un débat autour de la peine de mort en raison du genre de Lewis, ainsi qu'aux interrogations autour de ses capacités mentales.

## Enfance
Teresa Wilson grandit dans la pauvreté à Danville, en Virginie, où ses parents travaillent tous deux dans une usine textile. Teresa chante dans une église dans sa jeunesse. À seize ans, elle arrête l'école et épouse un homme qu'elle a rencontré dans cette église. Le couple donne naissance à une fille, Christie Lynn Bean, mais le mariage se termine rapidement par un divorce, après quoi Teresa se tourne vers l'alcool et les médicaments Sa belle-mère, Marie Bean, décrira Teresa comme « pas nette ».

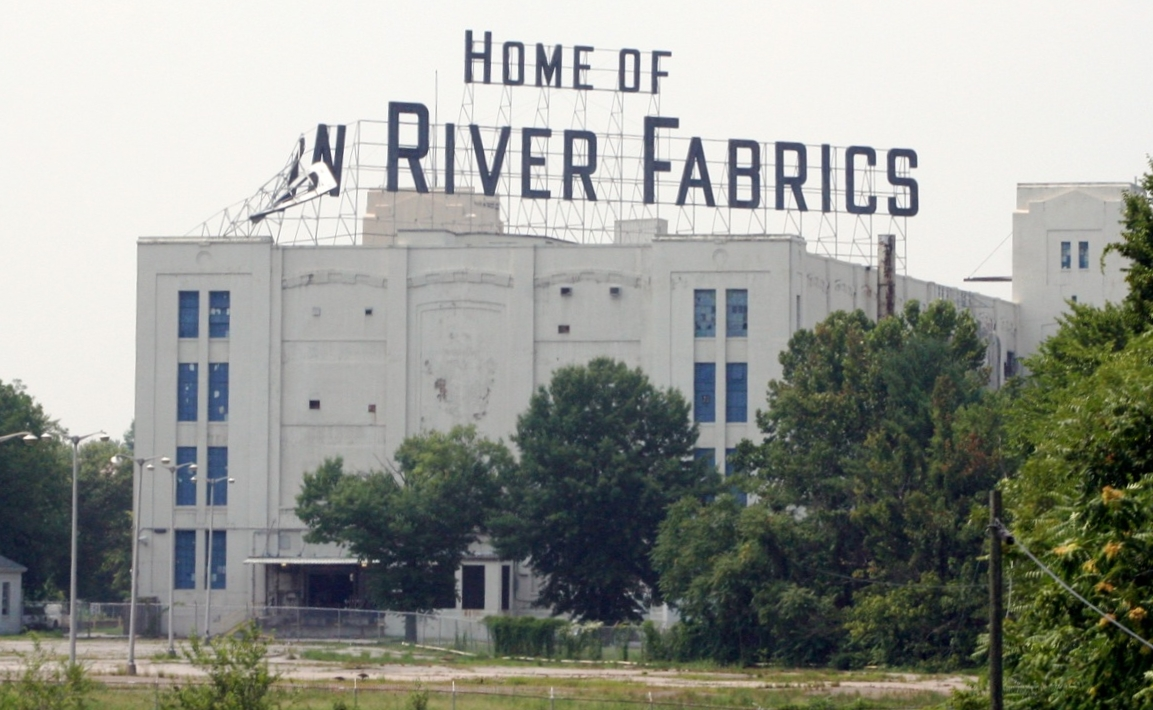
Teresa Wilson Bean rencontre son futur mari, Julian Clifton Lewis Jr, à l'usine textile Dan River, aujourd'hui disparue.

Après une série de petits jobs mal rémunérés, Teresa Wilson Bean finit, au printemps 2000, par trouver un emploi à l'usine textile Dan River, sous la supervision de Julian Clifton Lewis Jr,. Celui-ci, récemment devenu veuf, avait trois enfants, Jason, Charles et Kathy. Teresa et sa fille Christie, alors âgée de seize ans, emménagent chez Julian en juin 2000 et le mariage de Teresa et Julian suit peu après. En décembre 2001, le fils aîné de Julian, Jason Clifton Lewis, meurt dans un accident de voiture, laissant à son père une police d'assurance-vie de 200'000 dollars. Julian utilise cet argent pour acheter une maison dans le Comté de Pittsylvania, en Virginie.
En août 2002, le plus jeune fils de Julian, Charles J. Lewis, souscrit une police d'assurance-vie de 250'000 dollars en prévision de son déploiement imminent en Irak en tant que réserviste de l'armée américaine. Charles désigne son père comme premier bénéficiaire de cette police et Teresa Lewis comme seconde bénéficiaire,.

## Meurtres
À l'automne 2002, Teresa Lewis fait la rencontre de Matthew Jessee Shallenberger, 21 ans, et de Rodney Lamont Fuller, 19 ans, dans un Walmart à Danville et entame une relation sexuelle avec les deux. En octobre 2002, Charles rentre à la maison pour une permission lors de son entraînement militaire dans le Maryland. Le 23 octobre, Lewis remet à Shallenberger et Lamont 1'200 dollars pour acheter des armes à feu et des munitions dans le but de tuer Julian Lewis et son fils Charles afin de toucher l'argent de l'assurance-vie. Leur première tentative pour tuer Julian en chemin échoue,.
Une semaine plus tard, dans la nuit du 30 octobre, Shallenberger et Fuller pénètrent dans le logement des Lewis par la porte arrière, laissée ouverte par Teresa. Pendant que celle-ci patiente dans la cuisine, Shallenberger tire à plusieurs reprises sur Julian endormi, tandis que Fuller abat Charles dans sa chambre avec un fusil à pompe. Découvrant que Charles n'est pas mort, Fuller lui tire encore dessus deux fois. Teresa attend 45 minutes avant d'appeler les secours et en attendant l'arrivée de la police, elle prélève l'argent contenu dans la mallette de son mari. Elle partage ces 300 dollars avec Shallenberger et Fuller avant que ceux-ci ne quittent la maison. Cependant, les adjoints du sheriff arrivent sur place avant que Julian ne meure et l'entendent dire : « Ma femme sait qui m'a fait cela » alors que celle-ci affirme que les deux hommes ont été tués par des assaillants non-identifiés qui se seraient introduits chez eux.
Peu après, Teresa se fait prendre dans une tentative de retirer 50'000 dollars du compte de son défunt mari au moyen d'un chèque falsifié. En moins d'une semaine, elle avoue aux forces de l'ordre avoir offert de l'argent pour faire tuer son époux. Pendant leurs investigations, les enquêteurs découvrent que Lewis avait commencé à essayer de s'approprier les biens des deux défunts avant même qu'ils ne soient enterrés.
Durant le procès pour meurtre, le juge statue que Lewis était le cerveau du crime, la nommant « la tête de ce serpent ». Barbara G. Haskins, psychiatre judiciaire agréée nommée par le tribunal affirme que « les tests cognitifs ont démontré un QI de 72. Son QI verbal était de 70 et son QI de performance de 79 ». Le docteur Haskins affirme également que Teresa est capable de plaider et de négocier un arrangement avec la cour. L'avocat de Lewis répliqua qu'« elle n'est pas handicapée mentalement, mais très, très près de l'être ». En plus de son faible QI, son avocat révèle qu'elle souffre d'une addiction aux antidouleurs et qu'elle a été diagnostiquée d'un trouble de la personnalité dépendante par trois experts différents en psychologie judiciaire,.

### Sentence et appels

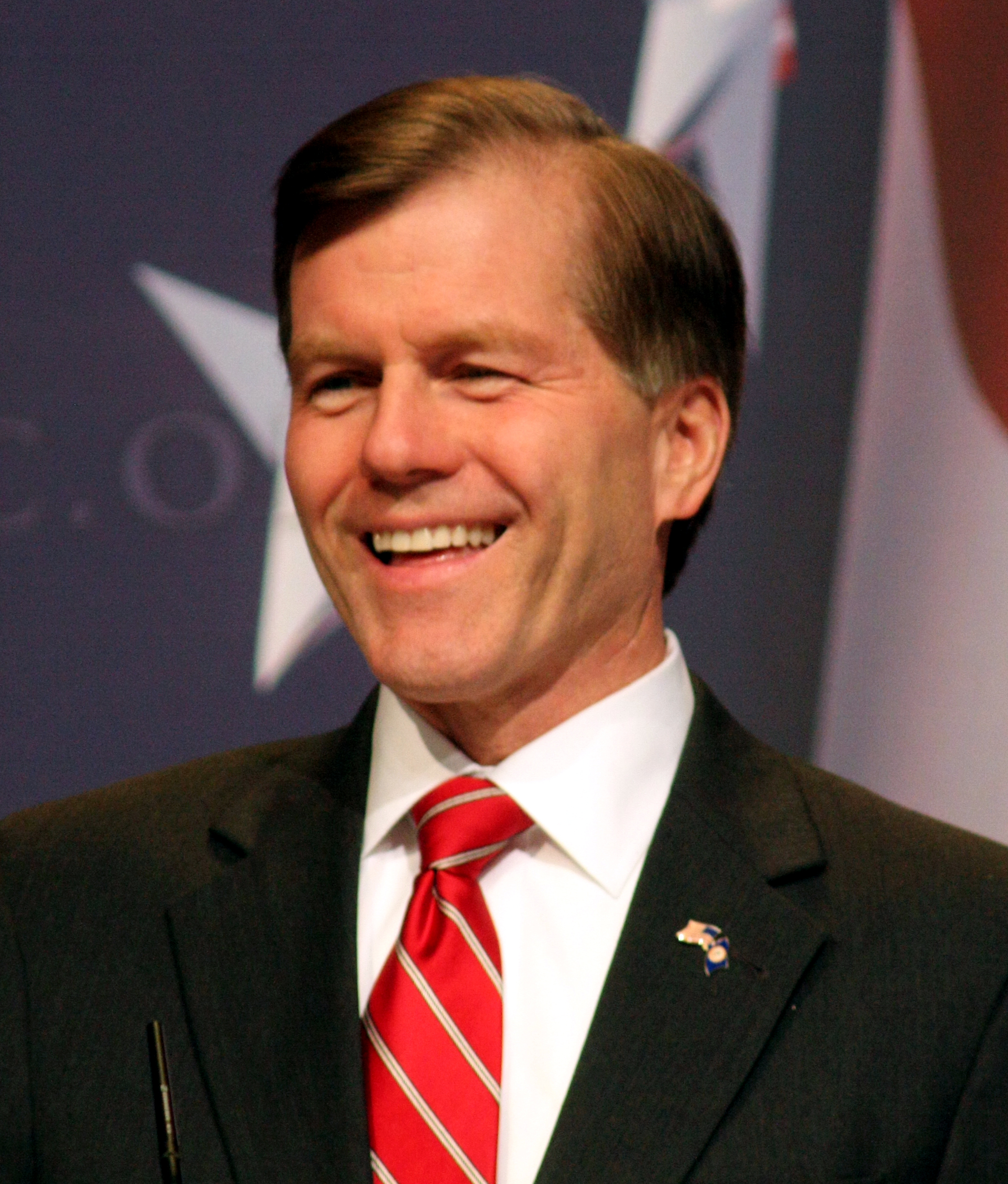
Le Gouverneur Bob McDonnell refuse de lui accorder sa grâce.

Les avocats de la défense estimèrent que les preuves contre Teresa Lewis étaient accablantes et lui recommandèrent de plaider coupable des principaux chefs d'accusation, afin d'éviter un procès avec jury, dans l'espoir que le juge ferait preuve de clémence car elle s'était montrée coopérative avec les enquêteurs. Pourtant, elle est condamnée à mort, au motif que, selon les lois de la Virginie, de multiples meurtres commis sur une période de trois ans sont passibles de la peine de mort.
Ses deux complices, Shallenberger et Fuller, qui étaient pourtant les auteurs des tirs, ne sont, eux, condamnés qu'à l'emprisonnement à perpétuité, au cours de procès distincts. Lors du réexamen automatique du dossier de Teresa Lewis par la Cour Suprême de Virginie, l'argument qu'il n'était pas partial de l'exécuter alors que ses complices n'étaient condamnés qu'à la prison à perpétuité est rejeté, de même que les contestations de Lewis quant à la constitutionnalité de la loi sur la peine de mort en Virginie. Teresa Lewis est incarcérée dans le couloir de la mort du Fluvanna Correctional Center for Women (en) à Troy, en Virginie.
Sa fille, Christie Lynn Bean, fut également condamnée pour avoir eu connaissance du plan sans le révéler.
En novembre 2004, un détective privé rend visite à Shallenberger à la prison d'état de Wallens Ridge (en) à Big Stone Gap, en Virginie, à la demande de Lewis. Shallenberger déclara sous serment: « Teresa était amoureuse de moi. Elle était très soucieuse de me faire plaisir. Elle n'était surtout pas très intelligente ». Cette déclaration fut partiellement retranscrite, cependant, Shallenberger a déchiré et mangé les parties de ce document qu'il avait signées, déclarant « Ce qui va arriver arrivera ». Shallenberger se suicida en prison en 2006.
Plus de 7'300 appels à la grâce de Teresa Lewis ont été adressés au gouverneur de Virginie Bob McDonnell. Ses défenseurs argument que « Lewis se repent profondément et s'est comportée en prisonnière modèle, aidant les autres détenues à faire face à leur situation »,. Son père, Melvin C. Wilson Sr., a témoigné que Lewis prenait soin de sa mère invalide avant le décès de cette dernière. Lewis déclara elle-même : « Je veux juste que le gouverneur sache que je suis tellement désolée, du plus profond de mon cœur. Et si je pouvais revenir en arrière, je le ferai, dans la minute… Je voudrais seulement qu'il soit possible de revenir en arrière. Et je suis désolée pour tous les gens que j'ai blessés. ». Le 17 septembre 2010, McDonnell décida de ne pas interrompre l'exécution prévue de Lewis, déclarant « après avoir soigneusement étudié les demandes de grâce, les opinions judiciaires dans ce dossier et d'autres éléments pertinents, je ne trouve aucune raison impérieuse d'annuler la sentence ordonnée par la cour et confirmée par toutes les cours d'appel ».
Ses avocats ont déposé des requêtes auprès de la Cour suprême des États-Unis pour suspendre l'exécution (en),, mais celles-ci furent rejetées le 21 septembre 2010. Les juges Ruth Bader Ginsburg et Sonia Sotomayor ont fait savoir qu'elles auraient accordé une suspension de l'exécution.

## Exécution
.

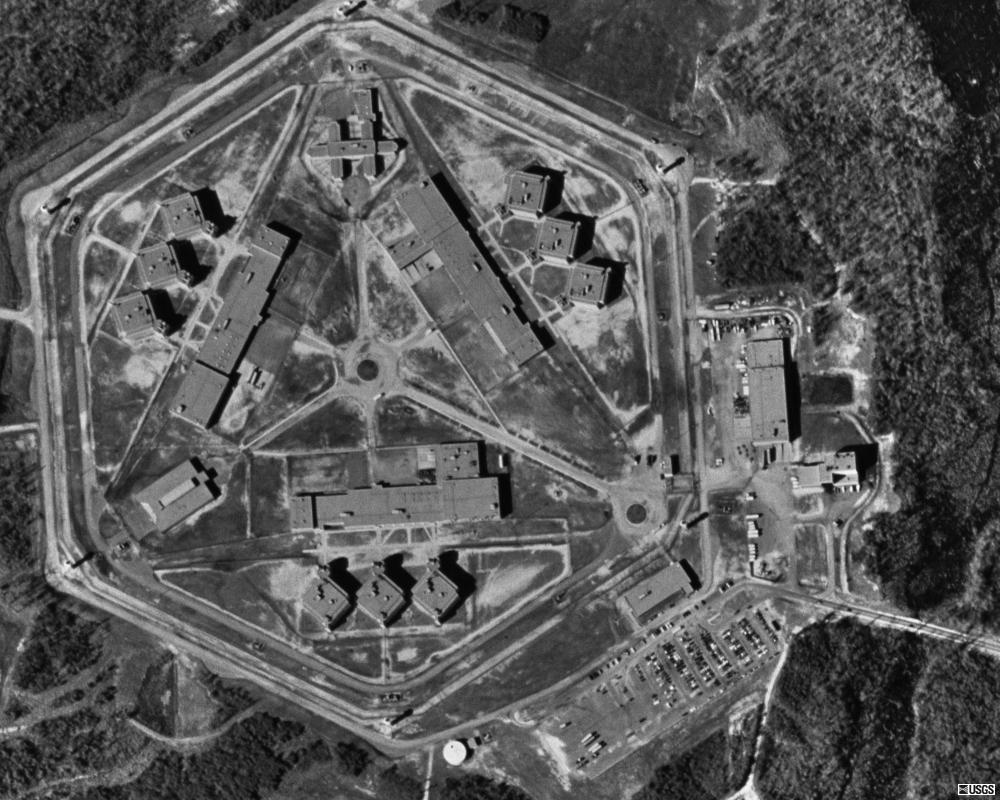
Teresa Lewis a été exécutée au Greensville Correctional Center, près de Jarratt (Virginie)

Teresa Lewis est exécutée le 23 septembre 2010 à 21 heures par injection létale, au centre correctionnel de Greensville près de Jarratt (Virginie),, devenant ainsi la 12ᵉ femme à être exécutée aux États-Unis depuis le rétablissement de la peine de mort en 1976 et la première femme à être exécutée par injection létale en Virginie. Avant elle, la dernière exécution d'une femme, dans cet état, remontait à Virginia Christian, morte en 1912 sur la chaise électrique,. Lewis a également été la première femme à être exécutée aux États-Unis depuis Frances Newton en 2005 dans l'État du Texas, et la deuxième femme à être exécutée depuis la tueuse en série Aileen Wuornos en 2002 dans l'État de Floride.

### Réactions du public et conséquences

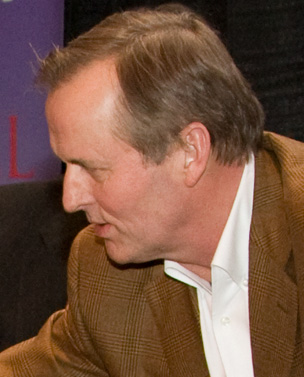
L'écrivain John Grisham s'est opposé publiquement à l'exécution de Teresa Lewis.

L'exécution de Lewis a lancé un débat aux États-Unis et dans d'autres régions du monde concernant la peine capitale, et plus particulièrement l'application de la peine de mort aux femmes dans les affaires de meurtre. Richard Dieter, directeur du Death Penalty Information Center, a fait valoir que « si peu de femmes sont impliquées dans des meurtres plus odieux que, lorsqu'elles le sont, elles causent une plus grande offense que si elles avaient été des hommes ». Selon lui, le procureur général de Virginie aurait particulièrement mis en avant la relation adultérine de Teresa Lewis avec ses co-accusés, arguant que du fait de celle-ci, Lewis a « été en quelque sorte déshonorée et devrait être méprisée ».
Ken Cuccinelli, alors procureur général de Virginie, avait déclaré que « la nature brutale des crimes eux-mêmes ainsi que le comportement insensible, manipulateur, adultère, cupide et flagrant de Lewis » justifiaient la condamnation à mort.
Des milliers de partisans ont fait valoir que sa condamnation à mort aurait dû être commuée en réclusion à perpétuité. L'avocat de Lewis, James E. Rocap III, a déclaré : « Une personne bonne et décente est sur le point de perdre la vie à cause d'un système qui est brisé… il est extrêmement injuste de lui imposer la peine de mort alors que Shallenberger et Fuller ont été condamnés à la prison à perpétuité ». Son faible QI est également devenu un sujet de discussion, les partisans citant cela comme une raison pour laquelle elle n'aurait pas dû être condamnée à mort. Le romancier juridique John Grisham a fait écho à ces sentiments et a soutenu que les preuves indiquaient que Shallenberger, qui avait un QI de 113, était le véritable cerveau. Il appuie ses dires en citant une déclaration sur l'honneur du troisième complice, Rodney Lamont Fuller qui affirmait qu'entre Mme Lewis et Shallenberger, Shallenberger était définitivement celui qui était responsable des choses, pas Mme Lewis.
Le président iranien Mahmoud Ahmadinejad a cité le cas pour dénoncer la couverture médiatique occidentale de Sakineh Mohammadi Ashtiani, une femme qui a été condamnée à mort par lapidation pour adultère en Iran. Il a dénoncé le deux poids, deux mesures des médias qui ont couvert la condamnation de Sakineh Mohammadi Ashtiani par une « campagne de propagande lourde », mais ne se montraient pas aussi critiques à propos de l'exécution imminente de Lewis,.
Larry Cox, directeur exécutif d'Amnesty International, qui s'oppose à la peine de mort en toutes circonstances, a déclaré : « Procéder à cette exécution serait dangereusement proche de violer la Constitution américaine, qui interdit la peine capitale pour les personnes souffrant d'un retard mental - un précédent établi grâce au procès « Atkins contre l'État de Virginie » (en) ».

### Sources
- Profile and Crimes of Teresa Lewis at About.com
- Teresa Lewis death row updates
- Teresa Wilson Bean Lewis (#1227) at the Clark County Prosecuting Attorney's Office